# Mosquera
Mosquera és una partida del terme municipal d'Alcalalí, situada a la riba dreta del riu Xaló-Gorgos.
L'alqueria de Mosquera —que tenia quaranta cases— va quedar despoblada amb l'expulsió dels moriscos l'any 1609. Els nous pobladors es van establir exclusivament al nucli d'Alcalalí i Mosquera va continuar deshabitada, tret d'algunes cases de camp aïllades. De l'antiga alqueria encara se'n conserva en l'actualitat la seua església —coneguda popularment com l'ermita de Sant Joan— i un aljub del segle xiii. Formà part, amb Alcanalí, de la baronia d'Alcanalí i Mosquera.

## Sant Joan de Mosquera
La imatge de Sant Joan de Mosquera, que data del segle xix i fou obra de l'esculptor Lluís Gilabert, representa Sant Joan Baptista a l'edat d'un any; per això, se la coneix amb el nom del Sant Joanet. Es tracta d'una talla policromada, d'uns 60 centímetres d'alçada sense mesurar la peanya. La importància d'aquest sant per a Mosquera es posa en relleu en la següent cançoneta tradicional:
Sant Antoni està a Benissa,

Sant Doménec, a Xaló,

Sant Joan està a Mosquera,

Jesús Pobre, baix Montgó.

## El porrat
El Porrat de Sant Joan va començar a l'època dels moriscos, i després de la seua expulsió va continuar celebrant-se amb els nous repobladors d'Alcalalí. Aquesta fira va guanyar molta anomenada durant el segle xviii. Visitants i firers de tota la comarca s'hi van aplegar any rere any fins a la fi del segle xix, quan el porrat va ser traslladat definitivament a Alcalalí.
L'any 1740 el Baró d'aleshores va establir tot un seguit de mesures per a regular la celebració del porrat. Va encomanar la seua aplicació al rector i a dos regidors d'Alcalalí, que eren els encarregats de seleccionar els firers, de cobrar la taxa sobre cada parada i, finalment, de destinar la recaptació a la reparació i manteniment de l'ermita de Sant Joan.